# Toni Kukoč
Toni Kukoč (pronunciado /kúkoch/ en fonética española; Split; 18 de septiembre de 1968) es un exbaloncestista croata. Mide 2,08 metros y su posición natural era la de alero, pero por sus condiciones técnicas era capaz de jugar en varias posiciones del campo, desde el puesto de base, pasando por escolta y hasta la de ala-pívot.
Es el único jugador del mundo que ha conseguido ganar 3 Copas de Europa seguidas (con la Jugoplastika Split) y, posteriormente, 3 anillos de campeón de la NBA, también consecutivos (con los Chicago Bulls), lo que convierte a Toni Kukoč en el mayor triunfador a ambos lados del Atlántico.[cita requerida]
Actualmente ejerce como asesor especial de Jerry Reinsdorf, el propietario de los Chicago Bulls, equipo en el que jugó siete de las catorce temporadas que permaneció en la NBA.
El 16 de mayo de 2021 es seleccionado para el Hall Of Fame de 2021.

## Carrera

### Europa

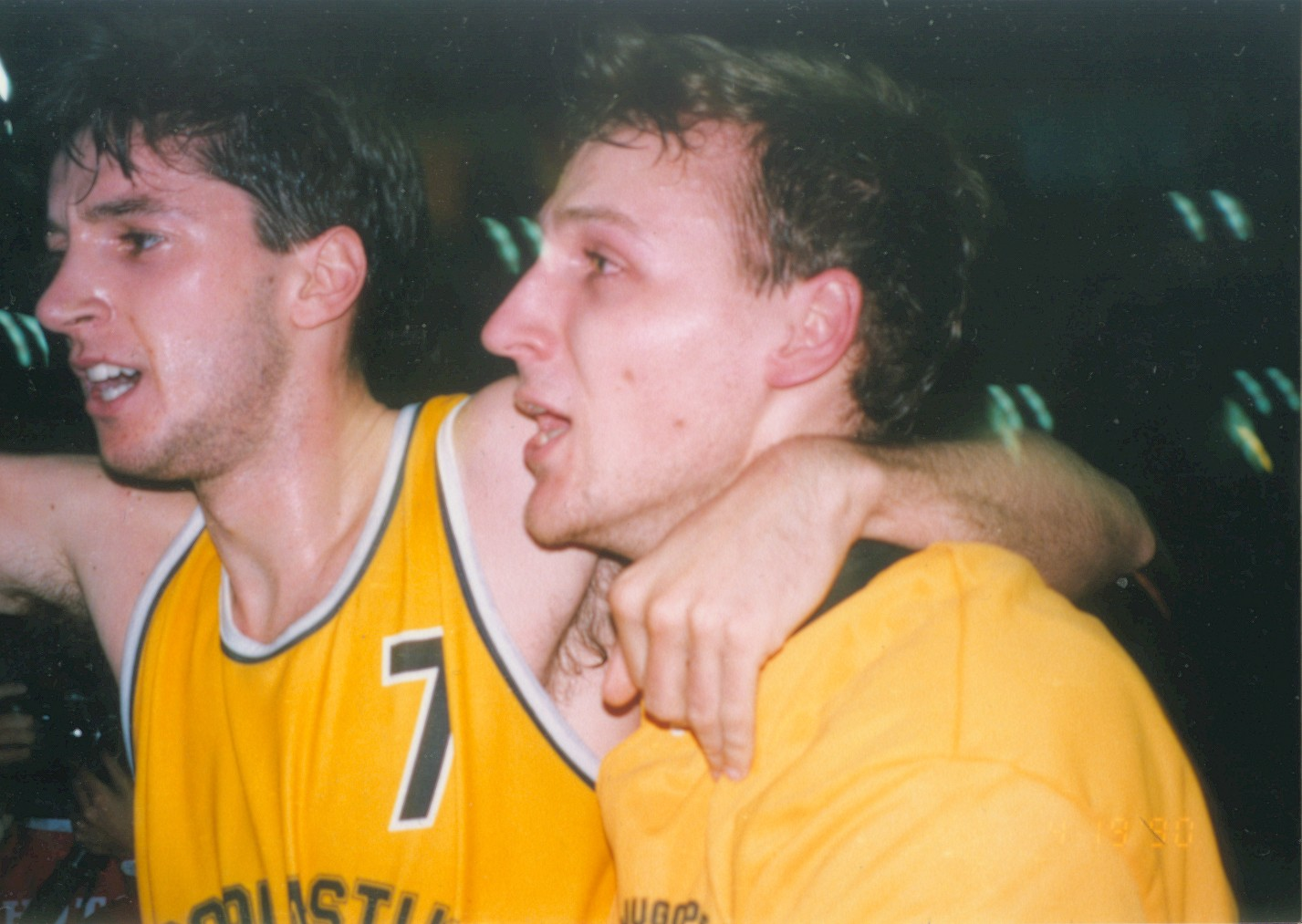
Kukoč junto a Dino Rađa celebrando el título de Euroliga en abril de 1990.

Considerado como uno de los mejores jugadores europeos de baloncesto de la historia, siempre lució el dorsal número 7 en todos los equipos en los que jugó. Empezó a sobresalir desde muy joven, proclamándose campeón de Europa, primero en el campeonato Sub-16 en el año 1985 y, posteriormente, en el campeonato Sub-18 en 1986. Al año siguiente Toni Kukoč se proclamaría campeón del mundo Sub-18 con la selección yugoslava y, él en particular, sería nombrado mejor jugador del torneo. Destaca especialmente su actuación en el partido de semifinales contra la selección de Estados Unidos, en el que anotó once triples en doce intentos. 
Ya como jugador profesional lideró uno de los mejores equipos europeos de todos los tiempos: la Jugoplastika Split. Comenzó su carrera en la temporada 85/86 con 17 años. En la temporada siguiente, ya era un componente importante en el equipo. Ese mismo año ganaría la medalla de bronce en el Campeonato Europeo con la selección yugoslava. Al año siguiente, en la temporada 87/88 ganaría la liga nacional con la Jugoplastika y sería plata olímpica con su selección, perdiendo en la final contra la Unión Soviética. En la temporada 88/89 se empezaría a forjar la leyenda de la Jugoplastika, al vencer en la final de la Copa de Europa de Baloncesto al Maccabi Tel Aviv israelí. Ese mismo año, también ganaría la liga de su país y el oro europeo con Yugoslavia. En la temporada 89/90 lo ganaría absolutamente todo: liga, copa y Copa de Europa, ganando esta vez al FC Barcelona. Kukoc contaba con unos compañeros de lujo, entre los cuales figuraban jugadores de la talla de Sretenović, Ivanovic, Sobin, Radja, Naumoski, Perasovic, Savic, Pavicevic y Tabak. Ese mismo año, Kukoc se proclamó campeón del mundo con Yugoslavia. 
En la temporada 90/91, su último año en Yugoslavia, volvió a ganar liga, copa y Copa de Europa, esta última derrotando una vez más al Barcelona en la final. También ganaría una vez más el oro en el Campeonato de Europa con Yugoslavia, el último conseguido como equipo unificado. Kukoc, que había sido nombrado mejor jugador europeo en los últimos tres años, estaba listo para dar el gran salto a la NBA. Sin embargo, y a pesar de haber sido elegido en el Draft, el jugador croata permanecería en Europa aun dos años más.
En la temporada 91/92 fue contratado por la Benetton Treviso. En su primera temporada, gana el campeonato italiano tras derrotar en la final al Scavolini y queda subcampeón de la Copa perdiendo contra ese mismo equipo. Con la recién formada selección croata logra la plata en los Juegos Olímpicos de 1992, cayendo en la final contra el Dream Team de Estados Unidos.
En la temporada 92/93 se proclama campeón de Copa al vencer en la final a la Virtus Bolonia y queda subcampeón de Liga contra ese mismo equipo, liderado por el escolta-alero serbio Predrag Danilovic, antiguo compañero de selección con Yugoslavia; fue la única vez en Europa que un jugador europeo le superaba claramente en unas finales. En la Copa de Europa también queda subcampeón al caer en la final contra el Limoges francés.

### NBA
En el año 1990 Toni Kukoč entró en el Draft de la NBA con el número 29 de segunda ronda, escogido por los Chicago Bulls. Pero no fue hasta la temporada 93/94 en la que, tras una exitosa carrera en Europa, y con veinticinco años de edad, dio el gran paso de jugar en la NBA. En su primer año jugó en calidad de reserva, pese a lo cual consiguió unas buenas estadísticas y entró en el segundo quintetos de rookies. El 21 de enero de 1994 ante Indiana Pacers y el 13 de mayo ante New York Knicks anota una canasta ganadora sobre la bocina. Con todo, los Chicago Bulls cayeron en los playoff contra los New York Knicks. Ese mismo año, en 1994, quedaría en tercer lugar en el Mundial, obteniendo la medalla de bronce con la camiseta de Croacia.
Al año siguiente, en la temporada 1994-95, la del primer regreso de Michael Jordan, las prestaciones de Kukoc subieron con creces, siendo casi toda la temporada jugador titular del equipo. Esta vez caerían eliminados por los Orlando Magic en segunda ronda de playoffs. Con su país ganaría su último metal a nivel de selección, el octavo con la absoluta, esta vez un bronce europeo. En total consiguió cinco medallas con Yugoslavia, tres con Croacia, y otras tres en categorías júnior.
En 1995 empezaría una de las eras más dominantes de la NBA: la de los mejores Bulls de todos los tiempos. En la temporada 1995-96 tenía la función de 6.º hombre y, con unos números brillantes, fue nombrado el Mejor Sexto Hombre de la NBA. Ese año, conseguiría su primer título en la NBA al vencer en la final a los Seattle Supersonics. 
En la temporada 1996-97, continuando con su condición de reserva de lujo, obtiene su segundo título NBA, esta vez ganando a los Utah Jazz. Al año siguiente ganaría su tercer anillo, otra vez ante los Utah Jazz. 
Después de la consecución de tres anillos consecutivos, los Bulls sufren una reestructuración trágica para sus intereses (retirada de Jordan, marcha de Scottie Pippen y Dennis Rodman...), por lo que en la temporada 1998-99 Kukoc se convierte en el jugador franquicia del equipo.
En la temporada siguiente, después de seis años y medio en los Bulls, es traspasado a los Philadelphia 76ers, donde vuelve al rol de jugador de banquillo de calidad. 
En el año 2000-01, disfruta de menos minutos y antes de terminar la temporada es traspasado a los Atlanta Hawks, donde finaliza la temporada de forma estelar. Permanece una temporada más en Atlanta, en calidad de reserva y es traspasado al año siguiente a los Milwaukee Bucks, donde a sus 38 años de edad y tras 13 años de experiencia en la NBA, terminó su carrera.

### Retirada
El 12 de septiembre de 2006 informó que si no recibía ofertas de los Bucks o de los Bulls optaría por retirarse del baloncesto. Pese a recibir ofertas de otros equipos, expresó su deseo de quedarse cerca de su hogar en Highland Park, Illinois.
Al retirarse dejó un palmarés realmente impresionante, ya que consiguió títulos a todos los niveles a ambos lados del Atlántico. En Europa consiguió ganar varias veces la Liga y Copa de la antigua Yugoslavia, así como la antigua Copa de Europa durante tres años consecutivos, todo ello con la Jugoplastika Split, además de la Lega y Coppa italianas con el Benetton Treviso. Ya en la NBA, consiguió el anillo de campeón por tres años consecutivos con los Chicago Bulls, junto a Michael Jordan, Scottie Pippen y Dennis Rodman.

### Selecciones nacionales
Yugoslavia
Ganó el oro en el Mundial Junior de 1987 con Yugoslavia y fue nombrado MVP del Torneo.
A nivel de selecciones absolutas tampoco faltó a su cita con el éxito, ya que consiguió ganar con la extinta selección de Yugoslavia el Mundial Argentina 1990 (donde fue nombrado MVP del torneo), así como los EuroBasket de Yugoslavia 1989 e Italia 1991 (donde también fue elegido MVP).
Por otro lado, consiguieron la medalla de plata en los Juegos Olímpicos de Seúl 1988, al perder la final contra la Unión Soviética.
Croacia
Con la selección de Croacia consiguió la medalla de plata en los Juegos Olímpicos de Barcelona 92, perdiendo en la final con el Dream Team estadounidense.
Luego se alzó con el bronce en el Mundial de 1994, en Canadá, y también al año siguiente en el EuroBasket de 1995, en Grecia.

## Carrera como golfista
Tiempo después de retirarse, en octubre de 2009, quiso convertirse en golfista profesional, y su objetivo era participar en los Juegos Olímpicos de Río de Janeiro 2016, en la que hubiera sido su cuarta participación olímpica.
Según Kukoč, el golf es su gran pasión y el mejor juego inventado por el hombre. Practica un total de cuatro o cinco veces por semana y tiene hándicap 5. Actualmente vive en Chicago y suele jugar al golf con otras leyendas de los Chicago Bulls, como Michael Jordan y Scottie Pippen.

## Estadísticas de su carrera en la NBA
|  | Denota temporada en la que ganó un campeonato de la NBA |

### Temporada regular
| Año       | Equipo       | PJ  | PT  | MPP  | %TC  | %3P  | %TL  | RPP | APP | ROB | TPP | PPP  |
| --------- | ------------ | --- | --- | ---- | ---- | ---- | ---- | --- | --- | --- | --- | ---- |
| 1993-94   | Chicago      | 75  | 8   | 24.1 | .431 | .271 | .743 | 4.0 | 3.4 | 1.1 | .4  | 10.9 |
| 1994-95   | Chicago      | 81  | 55  | 31.9 | .504 | .313 | .748 | 5.4 | 4.6 | 1.3 | .2  | 15.7 |
| 1995-96   | Chicago      | 81  | 20  | 26.0 | .490 | .403 | .772 | 4.0 | 3.5 | .8  | .3  | 13.1 |
| 1996-97   | Chicago      | 57  | 15  | 28.2 | .471 | .331 | .770 | 4.6 | 4.5 | 1.1 | .5  | 13.2 |
| 1997-98   | Chicago      | 74  | 52  | 30.2 | .455 | .362 | .708 | 4.4 | 4.2 | 1.0 | .5  | 13.3 |
| 1998-99   | Chicago      | 44  | 44  | 37.6 | .420 | .285 | .740 | 7.0 | 5.3 | 1.1 | .3  | 18.8 |
| 1999-2000 | Chicago      | 24  | 23  | 36.2 | .381 | .231 | .761 | 5.4 | 5.2 | 1.8 | .8  | 18.0 |
| 1999-2000 | Philadelphia | 32  | 8   | 28.6 | .438 | .289 | .673 | 4.5 | 4.4 | 1.0 | .3  | 12.4 |
| 2000-01   | Philadelphia | 48  | 5   | 20.4 | .458 | .410 | .591 | 3.4 | 1.9 | .7  | .1  | 8.0  |
| 2000-01   | Atlanta      | 17  | 14  | 36.4 | .492 | .481 | .681 | 5.7 | 6.2 | .8  | .3  | 19.7 |
| 2001-02   | Atlanta      | 59  | 9   | 25.3 | .419 | .310 | .712 | 3.7 | 3.6 | .8  | .3  | 9.9  |
| 2002-03   | Milwaukee    | 63  | 0   | 27.0 | .432 | .361 | .706 | 4.2 | 3.7 | 1.3 | .5  | 11.6 |
| 2003-04   | Milwaukee    | 73  | 0   | 20.8 | .417 | .292 | .729 | 3.7 | 2.7 | .8  | .3  | 8.4  |
| 2004-05   | Milwaukee    | 53  | 6   | 20.7 | .410 | .362 | .721 | 3.0 | 3.0 | .7  | .2  | 5.6  |
| 2005-06   | Milwaukee    | 65  | 0   | 15.7 | .389 | .306 | .714 | 2.3 | 2.1 | .5  | .3  | 4.9  |
| Total     | Total        | 846 | 259 | 26.3 | .447 | .335 | .729 | 4.2 | 3.7 | 1.0 | .3  | 11.6 |

### Playoffs
| Año   | Equipo       | PJ | PT | MPP  | %TC  | %3P  | %TL  | RPP | APP | ROB | TPP | PPP  |
| ----- | ------------ | -- | -- | ---- | ---- | ---- | ---- | --- | --- | --- | --- | ---- |
| 1994  | Chicago      | 10 | 0  | 19.4 | .448 | .421 | .735 | 4.0 | 3.6 | .5  | .3  | 9.3  |
| 1995  | Chicago      | 10 | 10 | 37.2 | .477 | .438 | .692 | 6.8 | 5.7 | 1.0 | .2  | 13.8 |
| 1996  | Chicago      | 15 | 5  | 29.3 | .391 | .191 | .838 | 4.2 | 3.9 | .9  | .3  | 10.8 |
| 1997  | Chicago      | 19 | 0  | 22.3 | .360 | .358 | .707 | 2.8 | 2.8 | .7  | .2  | 7.9  |
| 1998  | Chicago      | 21 | 17 | 30.3 | .486 | .377 | .645 | 3.9 | 2.9 | 1.2 | .5  | 13.1 |
| 2000  | Philadelphia | 10 | 0  | 25.7 | .419 | .324 | .588 | 3.1 | 1.7 | 1.0 | .3  | 9.3  |
| 2003  | Milwaukee    | 6  | 0  | 30.7 | .492 | .379 | .700 | 4.2 | 3.7 | 2.2 | .2  | 14.8 |
| 2004  | Milwaukee    | 5  | 0  | 21.0 | .500 | .333 | .500 | 2.8 | .8  | .6  | .4  | 8.4  |
| 2006  | Milwaukee    | 3  | 0  | 17.7 | .571 | .625 | .500 | 1.7 | 3.0 | .3  | .0  | 7.3  |
| Total | Total        | 99 | 32 | 26.9 | .440 | .342 | .697 | 3.9 | 3.2 | 1.0 | .3  | 10.7 |